# Oopsis foudrasi
Oopsis foudrasi är en skalbaggsart som först beskrevs av Xavier Montrouzier 1861.  Oopsis foudrasi ingår i släktet Oopsis och familjen långhorningar. Inga underarter finns listade i Catalogue of Life.